# Isaiah Washington
Isaiah Washington IV (Houston, Texas; 3 de agosto de 1963) es un actor reconocido por sus actuaciones en Anatomía de Grey como el Dr. Preston Burke, y en Los 100 como el canciller Thelonious Jaha.

## Carrera
Empezó como actor en teatro, consiguiendo su primer papel en el cine con la comedia Strictly Business en 1991. En 2005 empezó a trabajar en la serie Anatomía de Grey, en la que se mantuvo por tres temporadas, hasta comienzos de 2007. Fue despedido de la serie por sus insultos homófobos contra su compañero de reparto T. R. Knight.
En 2014 se unió al elenco principal de The 100 interpretando al Canciller Thelonious Jaha.

## Filmografía

### Cine
- 1991: Strictly Business.
- 1994: Crooklyn.
- 1995: Clockers: camellos (Clockers).
- 1995: Stonewall.
- 1996: Girl 6.
- 1996: La marcha del millón de hombres (Get on the Bus).
- 1998: Bulworth.
- 1998: Un romance muy peligroso (Out of Sight).
- 1999: Ejecución inminente (True Crime).
- 2000: Romeo debe morir (Romeo Must Die).
- 2001: Herida abierta (Exit Wounds).
- 2002: Welcome to Collinwood (Bienvenidos a Collinwood).
- 2003: Barco fantasma (Ghost Ship).
- 2003: Hollywood: Departamento de homicidios (Hollywood Homicide).
- 2004: Juegos salvajes 2 (Wild Things 2).

### Televisión
- 2005-2008: Anatomía de Grey, como el Doctor Preston Burke; Despedido de la serie. Al final de la tercera temporada
- 2007: La mujer biónica, como Antonio Pope, quien es asesinado en el séptimo episodio (de ocho episodios).
- 2014: Anatomía de Grey, como el Doctor Preston Burke, invitado en el episodio 22 de la 10.ª temporada.
- 2014-2018: The 100, como el Canciller Thelonious Jaha.